# Proteína de suero de leche

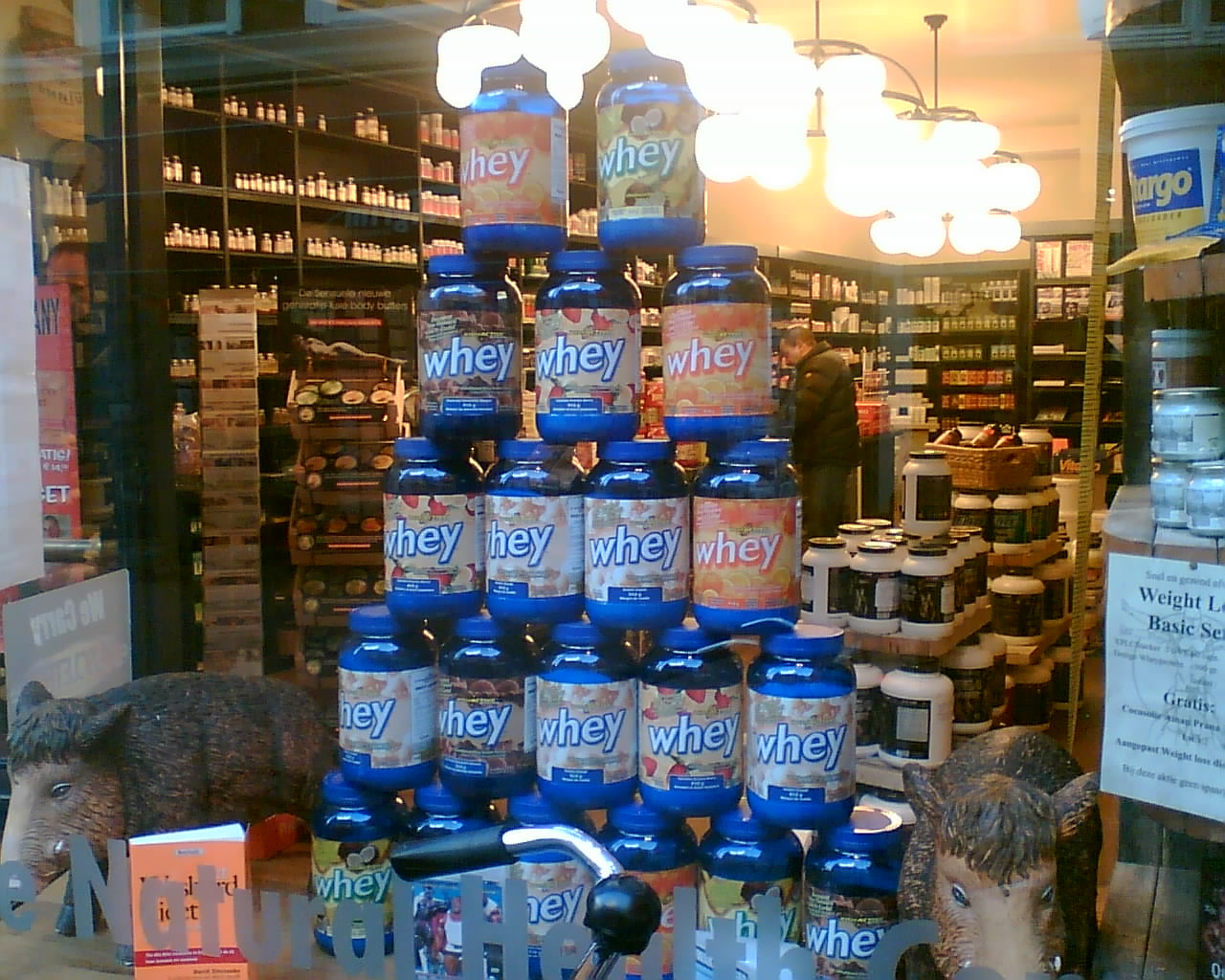
Suplementos de proteína láctea en una tienda de nutrición

La proteína de suero de leche (también llamada "whey protein" según su nombre en inglés o Proteína Whey) es un producto compuesto principalmente por proteínas globulares de alto valor biológico extraídas del suero de leche, un lácteo líquido resultante como subproducto durante la elaboración de algunos quesos.
Es generalmente comercializada y utilizada como suplemento dietético para la actividad deportiva, especialmente con el objetivo de desarrollar la fuerza o aumentar la masa muscular, debido al papel principal que tienen las proteínas en el proceso de resíntesis muscular. 
Adicionalmente, se le han atribuido algunas propiedades negativas para la salud, con resultados no concluyentes. Algunos estudios preclínicos en roedores han sugerido que la proteína de suero de leche puede poseer propiedades antiinflamatorias o anti-cancerígenas, sin embargo, los datos en humanos son escasos. Los efectos de la proteína de suero de leche en la salud humana son de gran interés y están siendo investigados como una forma de reducir el riesgo de enfermedades, así como posible tratamiento complementario para varias enfermedades. Aunque la proteína de suero de leche es responsable de algunas alergias a la leche, el principal alérgeno en la leche es la caseína.

## Producción
El suero de leche se queda cuando la leche se coagula durante el proceso de producción de queso, y contiene todo lo que es soluble de la leche después de que el pH se reduce a 4.6 durante el proceso de coagulación. Se trata de una solución al 5% de lactosa en agua, con algunos minerales, beta-lactoglobulina y lactoalbúmina. La grasa se elimina y luego es procesado para consumo humano. El procesamiento puede realizarse mediante secado simple, o el contenido de proteína se puede aumentar mediante la eliminación de lípidos y otros materiales no proteicos. Por ejemplo, el secado por pulverización después de la filtración por membrana separa las proteínas de suero de leche.
El suero puede ser desnaturalizado por altas temperaturas. Elevar la temperatura (altas temperaturas y sostenidas por encima de 72 °C asociadas con el proceso de pasteurización) desnaturaliza las proteínas de suero de leche. Mientras que la proteína de suero de leche nativa no agregada al proceso de cuajado o de acidificación de la leche, la desnaturalización de la proteína de suero provoca interacciones hidrofóbicas con otras proteínas y la formación de un gel de proteína. El suero de leche desnaturalizado por calor todavía puede causar alergias en algunas personas.

## Composición
La fracción de proteína en el suero de la leche es aproximadamente un 10% del peso y comprende cuatro principales tipos de proteínas.

## Presentación comercial
La proteína de suero de leche típicamente viene en tres formas principales: concentrada (concentrate), aislada (isolate), e hidrolizada (hydrolysate).
- Los concentrados tienen típicamente un bajo (pero todavía significativo) nivel de grasa y colesterol, pero, en general, en comparación con las otras formas de proteína de suero, tienen niveles más altos de compuestos bioactivos, y los hidratos de carbono en forma de lactosa - contienen un 29-89% de proteína en peso.
- Los aislados son procesados para eliminar la grasa y la lactosa, pero son generalmente más bajos en compuestos bioactivos así - contienen un 90% o más de proteína en peso. Al igual que la proteína de suero de leche concentrada, los aislados de proteína de suero de leche tienen un ligero sabor a leche.
- Los hidrolizados de suero de leche contienen proteínas que son predigeridas y parcialmente hidrolizadas con el fin de que sean más fáciles de metabolizar, pero su coste es generalmente más alto.[9] El suero altamente hidrolizado puede ser menos alergénico que otras formas de suero de leche.[11]

Los polvos del suero de leche se pueden encontrar en:
- Productos lácteos: helados, yogures, bebidas de chocolate
- Productos de confitería y panadería
- Productos elaborados de carne y pescado: embutidos, surimi, sopas y salsas
- Fórmulas infantiles
- Alimentos dietéticos para lactantes y ancianos
- Bebidas fortificadas, batidos de proteínas de suero y otros suplementos nutricionales proteicos para deportistas.
- Nutrición especializada para ancianos
- Dietas de adelgazamiento
- Medicamentos
- Complementos de nutrición médica: probióticos y prebióticos

## Usos
La proteína de suero de leche fue popularizada por los atletas practicantes del culturismo de la llamada "edad dorada"  empleada fundamentalmente en la dieta ergogénica de este deporte con el objetivo de favorecer el metabolismo asociado a las reacciones de hipertrofia muscular (crecimiento muscular). Actualmente, este suplemento es utilizado por atletas de casi todas las disciplinas. Se comercializa en polvo soluble y se administra en forma de batidos con ciertos sabores y se valora como un elemento de aporte proteico. La cantidad de polvo se ajusta a las necesidades nutricionales de cada deportista y a sus objetivos. En algunos casos la ingesta de un 50% de las proteínas procede de los batidos de proteína de suero de leche. Los concentrados en polvo suelen tener un bajo contenido de grasas y colesterol, lo que les hace idóneos como complementos de otra dietas bajas en grasas. 
También es muy usado para acelerar el metabolismo a fin de combatir la obesidad y como complemento dietético a los carbohidratos.
Su uso principal se debe a la rápida digestión que ofrece, se estima que se digiere en 15-20 minutos lo que es un gran beneficio para los minutos posteriores a un entrenamiento de alta intensidad debido a su gran aporte de aminoácidos.